# Склерометрия
Склерометрия (также царапание на микро-/наномасштабном уровне (англ. micro/nanoscale scratching)) — процесс измерения твёрдости методами царапания (формирования микроборозд) различных материалов и покрытий при внедрении индентора на глубину нескольких микро- или нанометров.

## Описание
Склерометрия позволяет быстро и наглядно характеризовать микро- или нанотвердость различных структурных составляющих, выявлять упрочнение у границ кристаллов, изучать анизотропию кристаллов, характеризовать износостойкость точнее, чем методом индентирования.
Наиболее распространенным индентором, применяемым для склерометрии, является алмазная трехгранная пирамида Берковича, так как она всегда имеет острую вершину и при движении гранью вперед всегда опирается только передней деформирующей гранью.
Твердость, определяемую методом царапания, можно рассчитать как отношение вертикальной нагрузки к площади проекции контактной поверхности на плоскость образца. При помощи склерометрии также устанавливают связь между твёрдостью материала и другими его механическими характеристиками.